# Hutton Cranswick
Hutton Cranswick – wieś w Anglii, w hrabstwie East Riding of Yorkshire, w dystrykcie (unitary authority) East Riding of Yorkshire. Leży 25 km na północ od miasta Hull i 273 km na północ od Londynu. W 2015 miejscowość liczyła 1588 mieszkańców. W 2001 roku civil parish liczyła 2015 mieszkańców.